# Сассолин

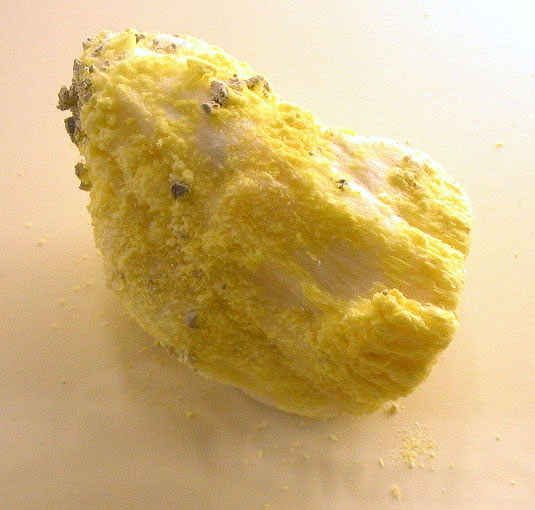

Сассолин (Сассолит) — минерал, борная кислота слоистого строения. Назван по имени родов Сассо, Тоскана, в Италии (D. L. Karsten G., 1800).

## Описание
Формула: H3[BO3] или В(ОН)3. Состав в %: B2O3 — 56,4; H2O — 43,6. Сингония триклинная. Пинакоидальный вид. Формы выделения: таблитчастые, псевдогексагональные, реже игольчатые кристаллы; чешуйчатые, пухлые, землистые агрегаты, горбистые корки, налеты. Также образует сталактитоподобные выделения. Спайность совершенная, слюдоподобная. Плотность 1,48. Твёрдость 1. Цвет меняется от белого до серого, иногда желтоватый вследствие включений самородной серы. Кристаллы гибкие; на ощупь гладкие, жирные. Прозрачный. Блеск перламутровый. На вкус кисловатый или слегка соленый и горький. Легко плавится и с окраской пламени в зелёный цвет. Малорастворим в холодной воде и хорошо растворим в горячей.

## Распространение
Встречается в лагунах, продукт вулканических сублимаций. Найден в лагунах Тосканы, а также возле вулканов на острове Вулкано (Липарские острова), в трещинах на вулкане Авача (Камчатка), на острове Сицилия и другие. Относительно редкий минерал.